# Christoph Müller (Diplomat)
Christoph Müller (* 20. Dezember 1950 in Herrsching am Ammersee) ist ein deutscher Diplomat im Ruhestand. Er war zuletzt von 2011 bis 2016 Botschafter der Bundesrepublik Deutschland in Canberra, Australien.

## Leben
Nach dem Abitur und einer Ausbildung zum Reserveoffizier der Gebirgsjäger absolvierte er ein Studium der Rechtswissenschaften an den Universitäten von Augsburg und München. 1980 erhielt er den akademischen Grad eines Master of Arts von der Fletcher School of Law and Diplomacy an der Tufts University in Medford. 1984 promovierte er mit einer Dissertation zum Thema Die Menschenrechte als außenpolitisches Ziel. Das Beispiel der amerikanischen Politik der Jahre 1973–1980 an der Universität Augsburg zum Dr. jur.
1981 trat er in den Auswärtigen Dienst ein. Bis 1983 nahm er am 36. Attaché-Lehrgang, dem Vorbereitungsdienst für den höheren Auswärtigen Dienst, in der Aus- und Fortbildungsstätte des Auswärtigen Amts in Bonn-Ippendorf teil. Nach Verwendungen an der Ständigen Vertretung der Bundesrepublik Deutschland bei der NATO in Brüssel, im Auswärtigen Amt in Bonn (Grundsatzreferat für Abrüstungsfragen) sowie der Botschaft Peking (Volksrepublik China) wurde er 1990 Stellvertretender Leiter der Deutschen Delegation bei der Genfer Abrüstungskonferenz.
Anschließend war Müller von 1993 bis 1996 stellvertretender Leiter des Grundsatzreferates für Völkerrechtsfragen des Auswärtigen Amtes. Von 1996 bis 1998 war er zunächst Ständiger Vertreter des Botschafters in Simbabwe und danach bis 2000 Leiter der Politischen Abteilung an der Botschaft Neu Delhi (Indien). Von 2000 bis 2003 war er Leiter des Referats Südasien sowie des Sonderstabes Afghanistan des Auswärtigen Amtes in Berlin. Anschließend war er Stellvertretender Leiter der Rechtsabteilung des Auswärtigen Amtes.
Er war von 2006 bis 2011 Botschafter in Peru. Während des Besuches der Bundeskanzlerin Angela Merkel vom 15. bis 17. Mai 2008 in Peru konnte Müller sie auch in der Botschaft begrüßen.
Von  September 2011 bis Juni 2016 war Müller Botschafter in Australien und damit Nachfolger von Michael Witter, der wiederum Botschafter in Marokko wurde. Als Botschafter in Australien war er zugleich in Papua-Neuguinea sowie den Republiken Vanuatu, Nauru und der Salomonen akkreditiert.

## Veröffentlichungen
- Die Menschenrechte als außenpolitisches Ziel. Das Beispiel der amerikanischen Politik der Jahre 1973–1980, Nomos-Verlagsgesellschaft, Baden-Baden 1986, ISBN 3-7890-1141-X